# !PAUS3
!PAUS3 (Odessa, 27 luglio 1981) è un musicista ucraino, specializzato in basso, chitarra e sintetizzatore nella produzione di musica sperimentale.

## Discografia
Album
- Silence Please, Atlantic, 2010
- You Can Does Not Equal You Should, Projecting Nothing 2011
- Take Remedy - Hello., KVZ, 2011 (Bass)
- Various Artists - Let's Go Somewhere Quiet, Projecting Nothing 2012 (Producer, artist and remix artist)

EP
- Distort My Life With Noise, Projecting Nothing 2011
- Distort My Life With Noise II Projecting Nothing 2011
- Take Remedy - Crash, (Producer & Bass) – Projecting Nothing/KVZ 2011
- The Daisy Kids - The Samsung Sessions - currently unreleased

Singoli
- Simmi Angel, Many Faces (Producer) – Projecting Nothing 2011
- S26, Memory, (Producer / Guest Remix) 2011
- Lost Shadow – The Last Song We Will Sing (Guest remix) Phonocratic Records
- Lost Shadow – Same Problems – Different Solutions (Guest remix) Phonocratic Records, 2011
- Lena Katina, Never Forget (The Remixes) - (Producer and remix artist)
- The Daisy Kids, Square In The Minor - Organic Intelligence Records